# نهاد عوض
نهاد عوض (بالإنجليزية: Nihad Awad)‏ هو ناشط فلسطيني-أمريكي والمدير التنفيذي لمجلس العلاقات الأمريكية الإسلامية. درس الهندسة المدنية في جامعة مينيسوتا وعمل بعدها في المركز الطبي لجامعة مينيسوتا وهو فلسطيني الجنسية.أقام ودرس الثانوية في الكويت قبل الدراسة الجامعية.